# Тарчин
Та́рчин (пол. Tarczyn) — місто в центральній Польщі.
Належить до Пясечинського повіту Мазовецького воєводства.

## Демографія
Демографічна структура станом на 31 березня 2011 року:
|          | Загалом | Допрацездатний вік | Працездатний вік | Постпрацездатний вік |
| -------- | ------- | ------------------ | ---------------- | -------------------- |
| Чоловіки | 1889    | 368                | 1321             | 200                  |
| Жінки    | 2168    | 418                | 1289             | 461                  |
| Разом    | 4057    | 786                | 2610             | 661                  |